# Ritterswerder
Ritterswerder (litauisch Ritersverderis) war eine Insel in der Memel im heutigen Litauen.
Im 14. und 15. Jahrhundert existierte hier eine hölzerne Burg des Deutschen Ordens.
Ihre Lage wird bei Lampėdžiai, heute Teil von Kaunas, vermutet.

## Geschichte
Die Burg wurde 1391 errichtet, als Ordensritter auf Bitten des litauischen Fürsten Vytautas mit diesem die Burg des litauischen Großfürsten in Vilnius eroberten, und soll in der Nähe von Alt-Kauen gestanden haben.
Im Frühjahr 1392 empfing Vytautas hier Bischof Heinrich von Płock, der ihm im Auftrag des polnischen Königs Władysław II. Jagiełło das Angebot machte, das Großfürstentum Litauen zu übernehmen. Ungefähr 3 Wochen später heiratete Heinrich hier Ryngaila, eine Schwester von Vytautas, was für viel Raunen in der Umgebung sorgte. Bald danach zerstörte Vytautas die Burg Ritterswerder nach der Einigung mit Władysław sowie zwei weitere Holzburgen des Ordens. 1394 versuchten Ordensritter anlässlich eines Angriffs auf Vilnius, die Burg erneut zu errichten, konnten sie aber auf Grund eines litauischen Gegenangriffs nicht fertigstellen. 1404 hielt sich der Großmeister des Deutschen Ordens zur Zeit der Verhandlungen zum Frieden von Raciąż hier auf.
Heute existiert die Insel auf Grund eines veränderten Flussverlaufes der Memel nicht mehr. Wahrscheinlich ist sie eine Erhebung am rechten Ufer des Flusses.